# Dryoathyrium confusum
Dryoathyrium confusum là một loài thực vật có mạch trong họ Woodsiaceae. Loài này được Ching & Y.P. Hsu miêu tả khoa học đầu tiên năm 1974.